# Simon Koech
Simon Kiprop Koech, né le 10 juin 2003, est un athlète kényan, spécialiste du 3 000 mètres steeple.

## Biographie
Il remporte la médaille de bronze du 3 000 mètres steeple lors des championnats du monde juniors de 2021, chez lui à Nairobi.
En 2023, il décroche son premier titre de champion du Kenya puis remporte une semaine plus tard les sélections kényanes pour les championnats du monde de Budapest. Fin juillet, il s'impose lors du Meeting Herculis de Monaco en portant son record personnel à 8 min 4 s 19

## Palmarès
| Date | Compétition                   | Lieu             | Résultat | Marque        |
| ---- | ----------------------------- | ---------------- | -------- | ------------- |
| 2021 | Championnats du monde juniors | Nairobi          | 3e       | 8 min 34 s 79 |
| 2023 | Championnats du monde         | Budapest         | 7e       | 8 min 14 s 37 |
| 2023 | Ligue de diamant              | Ligue de diamant | 1er      | 8 min 6 s 26  |
| 2024 | Jeux africains                | Accra            | 3e       | 8 min 26 s 19 |
| 2024 | Jeux olympiques               | Paris            | 7e       | 8 min 9 s 26  |

## Records
| Épreuve              | Performance  | Lieu   | Date            |
| -------------------- | ------------ | ------ | --------------- |
| 3 000 mètres steeple | 8 min 4 s 19 | Monaco | 21 juillet 2023 |